# Omid Djalili
Omid Djalili (persiska: امید جلیلی), född 30 september 1965 i Chelsea i London, är en brittisk-iransk ståuppkomiker och skådespelare.

## Biografi
Omid har medverkat i flera filmer och TV-program.